# Rue Bouchut
La rue Bouchut est une voie du 15e arrondissement de Paris, en France.

## Situation et accès
La rue Bouchut est une voie publique située dans le 15e arrondissement de Paris. Elle débute au 5, rue Pérignon et se termine au 4, rue Barthélemy.
Au croisement avec la rue Valentin-Haüy se trouve la place Georges-Mulot, où trône la fontaine du puits de Grenelle.

## Origine du nom
Elle porte le nom d'Eugène Bouchut (Paris, 18 mai 1818 – 1891), médecin et pédiatre français à l'hôpital des Enfants malades.

## Historique
Cette voie est ouverte en 1900 par la Ville de Paris sur l'emplacement de l'abattoir de Grenelle, anciennement abattoir des Invalides créé par décret en 1810.